# 요시나리 고지
요시나리 고지(일본어: 吉成 浩司, 1974년 5월 19일 ~ )는 일본의 전 축구 선수이다.

## 구단 경력
과거 감바 오사카, 오츠카 제약에서 활동하였다.